# レオ・セクストン
レオ・セクストン（Leo Joseph Sexton, 1909年8月27日 - 1968年9月6日）は、アメリカ合衆国の陸上競技選手。1932年ロサンゼルスオリンピックの金メダリストである。

## 経歴
セクストンがオリンピックに出場した1932年、砲丸投の世界記録は16.04mで、チェコスロバキアのフランチシェク・ドウダとアメリカのハーマン・ブリックス（1928年銀メダル）、ドイツのエミール・ヒルシュフェルト（1928年銅メダル）の3人が世界記録保持者であった。オリンピックを前にブリックスとセクストンは16.07mの投てきで世界記録を更新するが、この記録は直ちに公認されなかった。
この後、ロサンゼルスオリンピック出場を決める選考会が開催され、アメリカ代表として、セクストンが1位で通過、ネルソン・グレイ、ハーロウ・ロサートがセクストンに続き、セクストンより評価の高かったブリックスは5位に終わり出場することができなかった。その間に、ポーランドのジグムント・ヘルジャスが16.05mの公認の世界記録を樹立した。
1932年ロサンゼルスオリンピックの砲丸投はアメリカとヨーロッパの対決に注目が集まっていた。しかし、ロサートが1投目に15.67mの投擲を見せると、この記録に届くヨーロッパの選手はいなかった。唯一、チェコスロバキアのドウダが銅メダルを獲得した。しかし、セクストンは、最終投てきで16.00mのビッグスローを見せロサートを逆転。金メダルに輝いた。
オリンピックの後、セクストンは16.13m、16.16mと立て続けに世界新記録を更新。しかしその1ヵ月後には、ドウダが16.20mを記録し、セクストンは世界記録を奪われた。